# Domenico Scappino
Domenico Scappino (Trino, 1898 – Riccione, 1980) è stato un imprenditore italiano, inventore del nodo Windsor.

## Biografia
Nato a Trino nel 1898  (che allora si chiamava Trino Vercellese) in una famiglia di piccoli proprietari terrieri si trasferì giovanissimo a Torino dove fu capo meccanico alla Fiat. Nel 1915 si arruolò volontario nella Prima guerra mondiale. Nel 1928 sposò la poetessa Giulia Murena (più nota con il nome di Giulia Scappino Murena) ed ebbero due figli Giuliana, produttrice cinematografica, moglie del regista Sergio Capogna, e Carlo, economista.
Negli anni 1930 inventò il nodo che lo ha reso famoso nel mondo e avviò una ditta di cravatte particolarmente eleganti. In pochi anni la ditta Scappino, con sede in Torino, aprì più di 50 negozi in tutta Italia e assunse più di 100 impiegati, diventando una delle prime firme dell'alta moda italiana e la fornitrice ufficiale di cravatte della Real Casa Italiana, i Savoia. Oltre ai negozi italiani, la ditta ne possedeva in Egitto, Argentina, Messico e, dopo la Seconda guerra mondiale, anche a New York.
Domenico Scappino morì a Riccione nel 1980. 
Per i meriti nel mondo della moda italiana e nel lavoro fu nominato Commendatore.